# Kibatalia puberula
Espèce
Classification phylogénétique
Statut de conservation UICN

 EN  : En danger
Kibatalia puberula est une espèce de plantes à fleurs du genre Kibatalia de la famille des Apocynaceae.